# Лисіно (Городецький район)
Лисіно (рос. Лисино) — присілок в Городецькому районі Нижньогородської області Російської Федерації.
Населення становить 86 осіб. Входить до складу муніципального утворення Тимірязевська сільрада.

## Історія
Від 2009 року входить до складу муніципального утворення Тимірязевська сільрада.

## Населення
| 2002 | 2010 |
| ---- | ---- |
| 93   | ↘86  |